# NGC 6346
NGC 6346 је елиптична галаксија у сазвежђу Змај која се налази на NGC листи објеката дубоког неба.
Деклинација објекта је + 57° 19' 23" а ректасцензија 17h 15m 24,3s. Привидна величина (магнитуда) објекта NGC 6346 износи 14,6 а фотографска магнитуда 15,6. NGC 6346 је још познат и под ознакама MCG 10-24-114, CGCG 299-64, PGC 59946.